# 김종철 (군인)
김종철(金鍾哲, 1965년 2월 4일~)은 대한민국의 군인이자 제28대 병무청장역임했다.

## 학력
- 계성고등학교 졸
- 1988년 육군사관학교 44기 졸업 및 임관
- 고려대학교 대학원 행정학 석사과정 이수

## 주요 경력
- 제26기계화보병사단 작전참모
- 제25보병사단 72연대장
- 제26기계화보병사단 제73기계화보병여단장
- 제1야전군사령부 작전처 계획편성과장
- 2014: 제1군단 참모장
- 2015.~2016. 10. 대통령경호실 군사관리관
- 2016. 10.~2018. 12. 제7보병사단장
- 2018. 12.~2019. 5. 합동참모본부 군사지원본부 민군작전부장
- 2019. 5.~2020. 12. 합동참모본부 작전본부 작전기획부장
- 2020. 12.~2021. 12. 국방대학교 총장
- 2022. 5.~2024. 5. 대통령경호처 차장
- 2024. 5.~2025. 7. 병무청장

## 진급
- 1988년 육군 소위 임관
- 2009년 육군 대령 진급
- 2014년 육군 준장 진급
- 2016년 육군 소장 진급

| 전임 최윤호 | 제4대 대통령경호처 차장 2022년 5월 12일~2024년 5월 12일 | 후임 김성훈 |

| 전임 이기식 | 제28대 병무청장 2024년 5월 13일~2025년 7월 14일 | 후임 홍소영 |